# رضا گوران
رضا گوران (زادهٔ ۱۳۵۸) کارگردان تئاتر، طراح صحنه و نویسندهٔ اهل ایران است. او دانش‌آموختهٔ کاردانی ژنتیک گیاهی از دانشگاه آزاد ورامین و کارشناسی ادبیات نمایشی از دانشکده هنر و معماری است.

## آثار

### تئاتر
| سال  | نمایش                  | کارگردان | نویسنده | اجرا                                           | منبع        |
| ---- | ---------------------- | -------- | ------- | ---------------------------------------------- | ----------- |
| ۱۳۸۱ | شب آوازهایش را می‌خواند | بله      | نه      | تالار مولوی                                    | [ ۱ ] [ ۲ ] |
| ۱۳۸۵ | می‌خوام بخوام           | بله      | بله     | تئاتر شهر                                      | [ ۱ ]       |
| ۱۳۸۷ | یرما                   | بله      | نه      | تئاتر شهر، تالار سایه                          | [ ۱ ]       |
| ۱۳۹۱ | هملت                   | بله      | نه      | تماشاخانهٔ ایران‌شهر، سالن استاد سمندریان        | [ ۳ ]       |
| ۱۳۹۳ | مرداب روی بام          | بله      | بله     | تماشاخانهٔ ایرانشهر، سالن استاد ناظرزاده کرمانی | [ ۴ ]       |

### سینما
- سرکوب (۱۳۹۷)

## جوایز
| تاریخ | جایزه                       | دسته                          | نمایش            | نتیجه | منبع  |
| ----- | --------------------------- | ----------------------------- | ---------------- | ----- | ----- |
| ۱۳۸۷  | جشنواره بین‌المللی تئاتر فجر | بهترین کارگردانی              | یرما             | برنده | [ ۱ ] |
| ۱۳۸۷  | جشنواره بین‌المللی تئاتر فجر | بهترین طراحی صحنه و لباس      | یرما             | برنده | [ ۱ ] |
| ۱۳۸۹  | جشنواره بین‌المللی تئاتر فجر | بهترین نمایشنامه و طراحی صحنه | ابرهای پشت حنجره | برنده | [ ۱ ] |